# Игнатий (Сидоренко)
Епископ Игнатий (в миру Игорь Александрович Сидоренко; 24 декабря 1965, Фрунзе, Киргизская ССР, СССР) — архиерей Русской православной церкви, епископ Актюбинский и Кызылординский. Президент Библейского общества Казахстана (с 2012 года).
Настоятель храма святителя Николая Чудотворца города Талгар Алматинской области (с 2013 года).
Тезоименитство — 20 декабря (2 января) (память священномученика Игнатия Богоносца, епископа Антиохийского).

## Биография
Родился 24 декабря 1965 года в городе Фрунзе, в Киргизской ССР.
В 1973—1983 годах учился в средней школе села Георгиевка Джамбульской области Казахской ССР. В 1984—1986 годах проходил срочную службу в рядах Вооружённых сил CCCP. 24 ноября 1988 года был крёщен в храме святителя Николая Чудотворца города Алма-Аты.
В 1989—1994 годах учился на теплоэнергетическом факультете Алма-Атинского энергетического института по специальности «инженер тепловых электрических станций». В 1994—1997 годах работал по специальности на ТЭЦ-1 города Алма-Аты.
21 сентября 1997 года в Вознесенском кафедральном соборе города Алма-Аты архиепископом Алма-Атинским и Семипалатинским Алексием (Кутеповым) рукоположен в сан диакона. А 24 сентября зачислен в клир Иверского храма посёлка Бурундай Алма-Атинской области.
3 января 1998 года по благословению архиепископа Алексия благочинным церквей III Алма-Атинского округа, настоятелем Сергиевского храма посёлка Ащибулак Алма-Атинской области иеромонахом Софронием (Евтихеевым) пострижен в монашество с именем Игнатий в честь священномученика Игнатия Богоносца.
27 марта 1998 года в Вознесенском соборе города Алма-Аты архиепископом Алексием рукоположен в сан пресвитера.
В 1998—2000 годах проходил заочное обучение в Алма-Атинском епархиальном духовном училище.
3 февраля 2000 года назначен настоятелем Свято-Троицкого храма посёлка Железинка Павлодарской области. А с 27 апреля 2004 года стал исполнять послушание настоятеля Покровского храма города Иссык Алма-Атинской области.
19 апреля 2009 года Святейшим Патриархом Московским и всея Руси Кириллом возведен в сан игумена.
В 2000—2012 годах заочно учился в Московской духовной семинарии.
1 декабря 2011 года назначен председателем комиссии по делам молодёжи Астанайской епархии. С 11 февраля 2012 года стал председателем комиссии по делам молодёжи Казахстанского митрополичьего округа. 1 марта 2012 года назначен благочинным Иссыкского церковного округа.
1 августа 2012 года назначен преподавателем предметов «Сектоведение» и «Миссиология» IV курса Алма-Атинской духовной семинарии.
С 7 декабря 2012 года стал президентом Библейского общества Казахстана.
25 апреля 2013 года был назначен настоятелем храма святителя Николая Чудотворца города Талгар Алматинской области. С 12 декабря 2015 года стал исполнять послушание члена Епархиального совета Астанайской епархии.
В 2013—2017 годах проходил заочное обучение в магистратуре Санкт-Петербургской духовной академии по специальности «Православное богословие», специализация «Догматическое богословие и патрология». И в итоге защитил магистерскую диссертацию «Возможности православной миссии в среде постпротестантизма и сект».
С 2017 года стал представителем Казахстанского митрополичьего округа в составе коллегии Синодального отдела по делам молодёжи.

### Архиерейство
24 марта 2022 года решением Священного синода Русской православной церкви избран епископом Актюбинским и Кызылординским.
3 апреля 2022 года в Вознесенском кафедральном соборе города Алма-Аты митрополитом Астанайским и Казахстанским Александром (Могилёвым) был возведён в сан архимандрита.
6 апреля 2022 года в храме Христа Спасителя в Москве состоялось его наречение во епископа Актюбинского и Кызылординского.
1 мая того же года  в Храме Христа Спасителя хиротонисан во епископа. Хиротонию совершили: Патриарх Кирилл, митрополит Астанайский и Казахстанский Александр (Могилёв), митрополит Крутицкий и Коломенский Павел (Пономарёв), митрополит Воскресенский Дионисий (Порубай), архиепископ Уральский и Атырауский Антоний (Москаленко), епископ Каскеленский Геннадий (Гоголев),  епископ Павлодарский и Экибастузский Варнава (Сафонов), епископ Карагандинский и Шахтинский Севастиан (Осокин), епископ Усть-Каменогорский и Семипалатинский Амфилохий (Бондаренко), епископ Кокшетауский и Акмолинский Серапион (Колосницин), епископ Петропавловский и Булаевский Владимир (Михейкин).

## Награды[5]
Иерархические награды:
- 2001 год – набедренник;
- 2002 год – наперсный крест;
- 2009 год – сан игумена;
- 2011 год – палица;
- 2018 год – крест с украшениями.

Церковные награды:
- 2011 год – Благодарственное письмо от Синодального отдела по делам молодёжи Русской Православной Церкви;
- 2012 год – медаль 140-летия основания Туркестанской епархии;
- 2013 год – орден священноисповедника Николая, митрополита Казахстанского;
- 2013 год – медаль 10-летие учреждения Казахстанского Митрополичьего округа;
- 2014 год – Патриарший знак «700-летие преподобного Сергия Радонежского»;
- 2015 год – орден преподобномучеников Серафима и Феогноста Алма-Атинских;
- 2016 год – юбилейная медаль 50–летие святого Преподобноисповедника Севастиана Карагандинского;
- 2017 год – орден «Енбек Ушiн» («За труды»);
- 2017 год – медаль 145-летия основания Туркестанской епархии;
- 2017 год – медаль в память 100-летия восстановления Патриаршества в Русской Православной Церкви;
- 2018 год – медаль «Обретенное Поколение»;
- 2021 год – орден священномученника Пимена епископа Верненского.

Государственные награды:
- 2016 год – диплом акимата Алма-Атинской области «25 лучших священнослужителей»;
- 2016 год – благодарственное письмо Генерального Консульства России в Алма-Ате за активную духовно-просветительскую деятельность и труды по утверждению в обществе традиционных нравственных и культурных ценностей;
- 2020 год – грамота акимата Алма-Атинской области «Высокое Духовное Служение».